# Gare de Petit-Rosière
La gare de Petit-Rosière est une ancienne halte ferroviaire belge de la ligne 147, de Tamines à Landen située à Petit-Rosière sur la commune de Ramillies, dans la province du Brabant wallon en Région wallonne.

## Situation ferroviaire
La gare de Petit-Rosière se trouvait au point kilométrique (PK) 38,9 de la ligne 147, de Tamines à Landen, via Fleurus, Gembloux et Ramillies entre les gares de Perwez et de Ramillies.

## Histoire
La ligne 147, mise en service en deux étapes en 1865 et 1868 est dotée d'un point d'arrêt réservé aux voyageurs le 15 octobre 1884. Il devient une halte l'année suivante. Un bâtiment en briques sera érigé en 1894.
Les trains de voyageurs sont supprimés en 1959 à l'exception d'un dernier aller-retour entre Gembloux et Ramillies finalement supprimé le 1er mars 1961. Le 1er octobre 1963, la desserte marchandises prend fin et la section Perwez - Ramillies - Orp-Jauche ferme complètement. Les rails seront conservés jusqu'en 1989.

## Patrimoine ferroviaire
Reconverti en habitation, le bâtiment des recettes appartient au plan type 1893. Sa construction eut lieu en 1894. Comme en gare de Sauvenière, la façade s'orne de bandeaux de briques rouges et brunes avec des arcs de décharge au-dessus des ouvertures à linteau de pierre. L'aile dévolue à l'accueil des voyageurs et petites marchandises possède quatre travées (deux sont absentes côté rue). Les deux murs-pignons du corps de logis sont éclairés par deux petites fenêtres à arc en plein cintre.